# Гисбърн (регион)
Гисбърн (на английски: Gisborne) е един от 16-те региона на Нова Зеландия. Населението му е 49 100 жители (по приблизителна оценка от юни 2018 г.), а площта му е около 8355 кв. км. Телефонният му код е 06. Намира се в северния край на залива Повърти Бей (Залива на Бедността).